# 확산 지배 반응
확산 지배 반응(영어: Diffusion-controlled reaction 또는 diffusion-limited reaction) 반응 속도가 매우 빨라서 반응물이 서로 마주치자마자 반응해 전체 반응 속도가 반응물이 반응 중간물(대부분의 경우에서 용액)을 통해 수송되는 속도와 같은 반응이다. 화학 반응의 과정은 반응물이 화학양론적으로 올바르게 서로 만나 생성물을 형성할 수 있는 활성화 착물을 형성할 때까지 확산되는 것이다. 화학 반응의 관측되는 반응 속도는 일반적으로 가장 느린 반응 또는 "속도 결정 단계"의 속도입니다. 확산 지배 반응에서는 활성화 착물에서 생성물의 형성이 반응물의 확산 속도보다 훨씬 빨라서 반응 속도가 충돌 빈도에 의해 정해진다.
확산 지배 반응은 기체상에서는 분자의 확산 속도가 일반적으로 매우 빠르기 때문에 거의 일어나지 않는다. 확산 지배 반응은 용매 입자와 충돌 수가 매우 커 반응물의 확산 속도가 느린, 용액에서 더 자주 일어난다. 활성화 착물이 쉽게 형성되며 반응물이 빠르게 형성되는 반응은 확산 지배 반응이 되기 쉽다. 그 예로는 촉매와 효소 반응이 있다. 반응물이 각각 다른 상인 불균일 반응은 확산 지배 반응이 될 수 있다.
확산 지배 반응의 고전적인 검사 중 하나는 반응 속도가 젓거나 흔들림에 영향을 받는지를 확인하는 것이다. 만약 영향을 받는다면 그 반응은 그 조건 하에서 거의 확실히 확산 지배 반응이다.

## 생물학에 적용

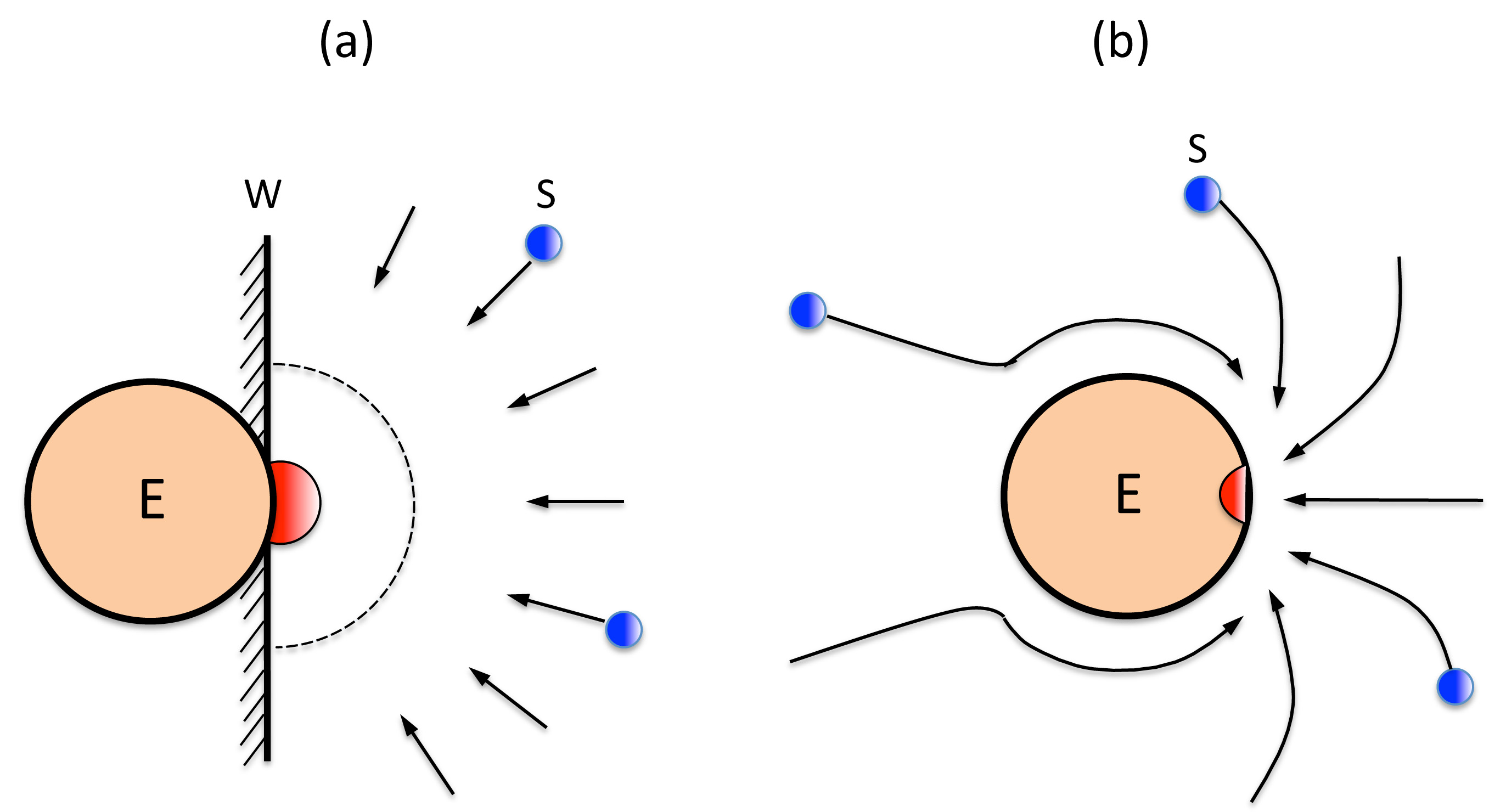
그림 1. (a) 앨버티-햄즈-아이겐 모형과 (b) 저우의 모형을 나타내는 도식, E는 활성 자리를 빨간색으로 표시한 효소이고 반응물 S는 파란색으로 나타냈다.

확산 지배 반응 이론은 원래 로버트 A. 앨버티, 고든 햄즈, 그리고 만프레트 아이겐이 효소-반응물 반응의 상계를 추정하기 위해 만들었다. 이들의 추정에 따르면, 효소-반응물 반응의 상계는 109 M−1sec−1이다.
확산 지배 반응은 1972년에 탄산 무수화 효소를 촉매로 하는 H2CO3의 탈수 반응에서 관측되었고, 실험에서 얻은 이차 반응 속도 상수는 약 1.5 × 1010 M−1sec−1로, 앨버티, 햄즈 그리고 아이겐이 간단한 모형을 기반으로 추정한 상계보다 한 단계 더 높은 수치였다.
이런 역설을 다루기 위해서 저우궈청(周国城)교수와 동료들은 효소와 반응물 간의 공간 계수와 역장 계수고려하는 모형을 제안했고, 상계가 1010 M−1sec−1까지 도달할 수 있고, 분자생물학에서 일부 매우 빠른 반응 속도를 설명할 때 쓰일 수 있다.효소-반응물 반응에 대해서 저우 일행이 찾아낸 새로운 상계는 잇따르는 일련의 연구들에 의해 더 논의되고 분석되었다.
효소와 그 반응물의 확산 지배 반응 속도나 효소-반응물 반응의 상계를 계산할 때 간단한 앨버티-햄즈-아이겐 모형(그림 1a)과 저우의 모형(그림 1b) 간의 상세한 비교는 저우 일행의 논문에서 정교하게 기술되었다.

## 같이 보기
- 확산 지배 효소